# Schiervelde Stadion
Das Schiervelde Stadion ist ein Fußballstadion in der belgischen Stadt Roeselare, in der flämischen Provinz Westflandern. Es ist die Heimspielstätte des Fußballclubs KSV Roeselare. Die Anlage bietet insgesamt 9.461 Plätze. Aus Sicherheitsgründen ist das Fassungsvermögen auf 8.340 Besucher, auf 5.133 Sitzplätze und 3.207 Stehplätze, begrenzt.

## Geschichte
Die Anlage wurde am 5. September 1987 mit der Partie KSV Roeselare gegen Royal Francs Borains eröffnet. Es besteht aus zwei überdachten Zuschauerrängen längs des Platzes und einer neuen überdachten Sitzplatztribüne hinter dem einen und einem Stehplatzrang hinter dem anderen Tor. Es ersetzte die alte Anlage Het Motje. Der Name Schiervelde leitet sich von dem Stadtviertel ab, in dem es steht. Die Spielstätte ist ein Teil des Sportkomplex Schiervelde. Dazu gehören eine Sporthalle sowie ein Veranstaltungszentrum und sechs weitere Fußballfelder. Im Jahr 2005 errichtete man den Rang Dennis van Wijk-tribune hinter dem Tor. Im Januar 2008 wurde ein neues Stadiongebäude eingeweiht. Im ersten Stock liegt eine Kantine mit Spielerunterkünften und einem Presseraum. Im zweiten Stock befindet sich ein V.I.P.-Club und auf der dritten Etage liegt die exklusive Lounge 134, nach der Matrikelnummer des KSV, in dem u. a. die Geschäftsveranstaltungen des KSV Roeselare als auch andere Veranstaltungen außerhalb des Fußballbetriebs stattfinden. Von ihr hat man einen Blick auf das Spielfeld des Schiervelde Stadions und Zugang zu den Lounge-Sitzen.

## Galerie

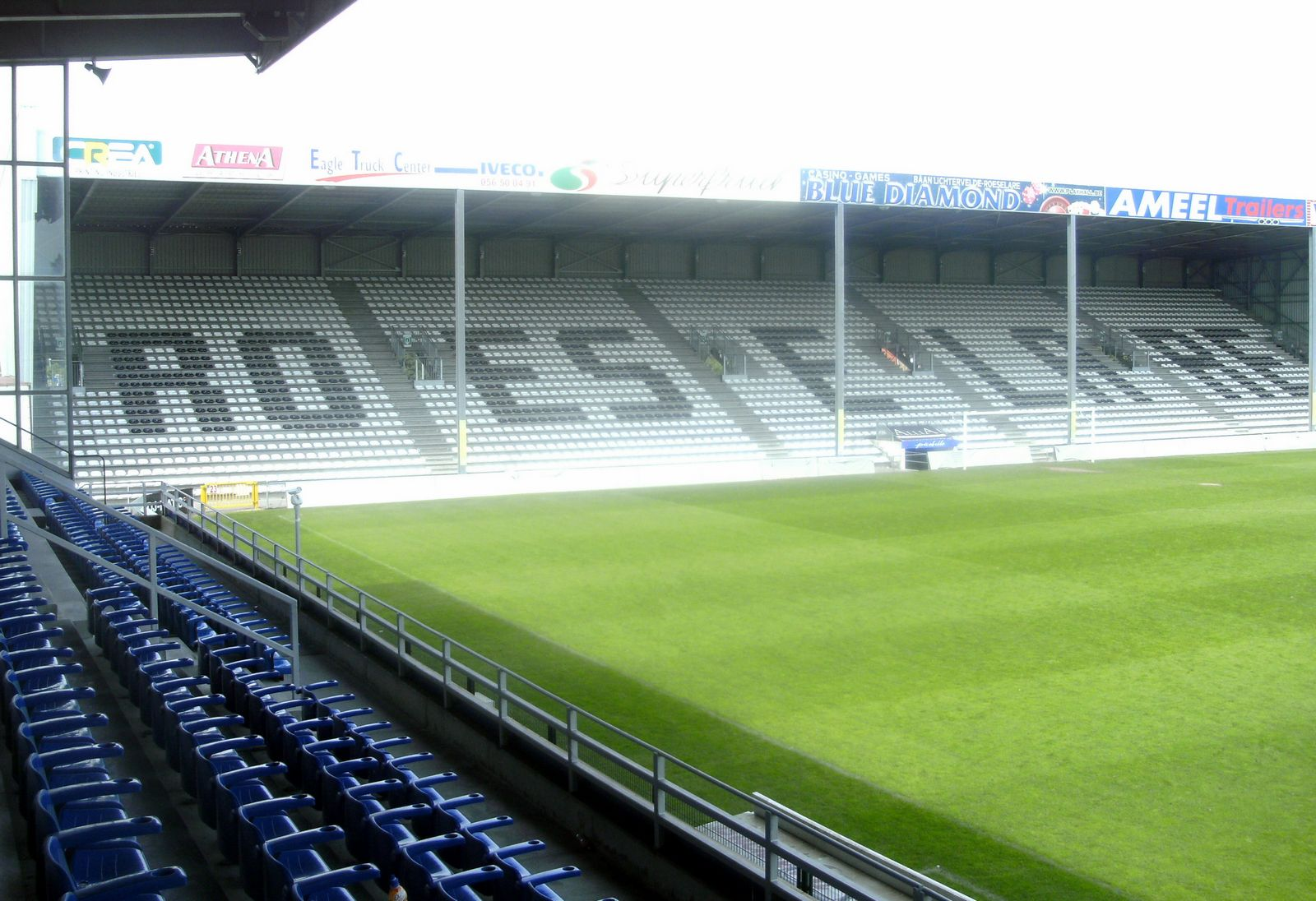
Hintertortribüne im Schiervelde Stadion